# Teamwork – Spiel mit deinem Star
Teamwork – Spiel mit deinem Star ist eine deutsche Spielshow, die erstmals Ende November 2015 auf ProSieben ausgestrahlt wurde. In der Show spielen vier Teams, jeweils bestehend aus einem Prominenten und seinem Fan, in verschiedenen Spielen. Moderiert wird die Show von Jeannine Michaelsen. Die Aufzeichnungen finden in Köln-Ossendorf statt. Die Wettkämpfe der ersten vier Ausgaben wurden von Wolff-Christoph Fuss kommentiert, seit Folge 5 kommentiert Elmar Paulke.

## Konzept
Vier Teams, zusammengesetzt aus jeweils einem Prominenten und einem Fan, treten gegeneinander an. Die Prominenten bestreiten – teils mit ihren Fans – verschiedene Geschicklichkeits- und Quizspiele, um verschiedene Geldbeträge zu erspielen, die der Fan gewinnt. Die ersten elf Spiele sind in ihrer Wertigkeit steigend. Im ersten Spiel geht es um 1.000 € und dann jeweils 1.000 € mehr, so dass beim elften Spiel 11.000 € zu gewinnen sind. Im Finale stehen zusätzliche 100.000 € auf dem Spiel. Zu Beginn der Show treten alle Prominenten gegeneinander an, um zu ermitteln, wer das erste Spiel bestreitet. Der entsprechende Fan wählt dann aus den anderen drei Teams den Gegner aus. Nach jedem gewonnenen Spiel muss sich der Fan des siegreichen Prominenten entscheiden, ob er das erspielte Geld sichert oder auch das nächste Spiel bestreitet. Wenn der Fan seinen Prominenten nochmal antreten lässt und dieser wieder gewinnt, werden die Geldbeträge addiert. Wenn der Prominente das Spiel hingegen verliert, ist das eingesetzte Geld verloren. Wenn ein Fan das Geld sichert, kommt in der Reihenfolge der Nummern das nächste Team an die Reihe und darf das folgende Spiel bestreiten. Um einen Fan zusätzlich zum Weiterspielen zu reizen, wird gelegentlich über einen Telefonanruf ein Bonus angeboten. Der Fan, dessen Prominenter das elfte Spiel gewonnen hat, muss sich wiederum entscheiden, ob er das Geld sichern oder das Finale bestreiten will.
Im Rahmen der „ProSieben-Sommerspiele 2018“ an zwei Donnerstagen im August wurde die Sendung leicht angepasst: Alle Geldbeträge wurden halbiert. Es gibt nur noch drei Teams und zehn Spiele, wobei das erste Spiel gleichzeitig das Auswahlspiel ist. Am Ende gibt es noch ein Finale, das von den beiden Teams mit den höchsten Kontoständen bestritten wird. Die Wahl zwischen Sichern und Weiterspielen zwischen den Spielrunden entfällt, da der erspielte Betrag automatisch gesichert wird und weitergespielt werden muss.

## Ausgaben
| Folge | Datum         | Sendezeit             | Team 1                               | Team 2                                 | Team 3                               | Team 4                                 |
| ----- | ------------- | --------------------- | ------------------------------------ | -------------------------------------- | ------------------------------------ | -------------------------------------- |
| 001   | 21. Nov. 2015 | 20:15 Uhr – 01:15 Uhr | Joko Winterscheidt Anne 14.000 €     | Smudo Karina 17.000 €                  | Sasha Elvis 12.000 €                 | Klaas Heufer-Umlauf Marcel 111.000 €   |
| 02    | 19. März 2016 | 20:15 Uhr – 01:00 Uhr | Joko Winterscheidt Tobias 1.000 €    | Lena Gercke Rebecca 13.001 €           | Stefan Kretzschmar Annette 119.000 € | Klaas Heufer-Umlauf Björn 28.000 €     |
| 03    | 23. Juli 2016 | 20:15 Uhr – 00:40 Uhr | Joko Winterscheidt Johanna 6.000 €   | Smudo Theresa 31.000 €                 | Sido Tim 114.001 €                   | Klaas Heufer-Umlauf Martin 5.000 €     |
| 004 2 | 22. Juli 2017 | 20:15 Uhr – 00:50 Uhr | Joko Winterscheidt Jeremias 19.000 € | Smudo Florian 7.000 €                  | Matthias Schweighöfer Jana 15.000 €  | Klaas Heufer-Umlauf Benjamin 115.000 € |
| 05    | 2. Aug. 2018  | 20:15 Uhr – 23:00 Uhr | Carolin Kebekus Jenny 8.500 €        | Collien Ulmen-Fernandes David 60.000 € | Martina Hill Wiebke 9.000 €          |                                        |
| 06    | 16. Aug. 2018 | 20:15 Uhr – 23:00 Uhr | Giovanni Zarrella Jaime 5.000 €      | Tom Beck Sophia 71.500 €               | Ben Sarah 1.000 €                    |                                        |

## Rezeption

### Kritiken
Nach der ersten Ausgabe erhielt die Show hauptsächlich positive Kritiken.
Manuel Nunez Sanchez meinte auf Quotenmeter.de, dass die „Premiere […] schon einmal Lust auf mehr“ mache. Im gesamten urteilte er, dass „trotz einiger kleiner Mängel […] unter dem Strich ein erfreulich gut und liebevoll gemachtes Stück TV-Unterhaltung“ stehe. Außerdem findet er, dass ein neues „«Schlag den Raab» […] damit noch lange nicht geboren“ sei, „aber zumindest ein Baby, dem man so ansatzweise zutrauen mag, den anstehenden Verlust des Raab-Megahits partiell zu kompensieren“. Jedoch bittet er für die Zukunft, dass die Show „gerne auch live gezeigt werden“ solle.
Christian Spolders von RP Online kritisierte, dass Samstagabend-Shows bei ProSieben offenbar „unbedingt mindestens bis Mitternacht gehen müssen – müssen sie aber nicht. Irgendwann schlafen nur viele ein, da kann die Show, wie im Fall von “Teamwork”, noch so unterhaltsam sein und sich für das kommende Jahr eine Fortsetzung verdient haben“. Sein Fazit der ersten Show war aber dennoch positiv.
Auch Peer Schader von DWDL.de urteilte positiv über die Show: „“Teamwork” hat durchaus das Zeug, ein würdiger “Schlag den Raab”-Nachfolger zu werden.“ Er findet, dass der Auftakt „aus qualitativer Sicht schon mal ziemlich gut geklappt“ habe.
Der Autor von Web.de, Christian Genzel, schrieb in seinem Beitrag, dass die Show „wie ein Potpourri aus dem, was bislang bei ProSieben Erfolg hatte“. Er findet, dass „die Mixtur als eine unterhaltsame Show, die man gerne weiterverfolgen mag“ präsentiert wurde. Er äußerte jedoch, dass die Laufzeit nicht „gleich volle fünf Stunden dauern“ müsse.

### Einschaltquoten
| Folge | Datum         | Zuschauer Gesamt | Zuschauer 14 bis 49 Jahre | Marktanteil Gesamt | Marktanteil 14 bis 49 Jahre | Quellen       |
| ----- | ------------- | ---------------- | ------------------------- | ------------------ | --------------------------- | ------------- |
| 01    | 21. Nov. 2015 | 1,47 Mio.        | 1,11 Mio.                 | 6,0 %              | 12,3 %                      | [ 6 ]         |
| 02    | 19. März 2016 | 1,15 Mio.        | 0,85 Mio.                 | 5,1 %              | 10,8 %                      | [ 7 ]         |
| 03    | 23. Juli 2016 | 1,01 Mio.        | 0,79 Mio.                 | 5,0 %              | 12,3 %                      | [ 8 ]         |
| 04    | 22. Juli 2017 | 0,76 Mio.        | 0,54 Mio.                 | 4,0 %              | 9,3 %                       | [ 9 ]         |
| 05    | 2. Aug. 2018  | 1,15 Mio.        | 0,69 Mio.                 | 5,1 %              | 10,4 %                      | [ 10 ]        |
| 06    | 16. Aug. 2018 | 0,84 Mio.        | —                         | 3,8 %              | 8,6 %                       | [ 11 ] [ 12 ] |